# Fléole des prés
Phleum pratense
Espèce
La fléole des prés (Phleum pratense) ou phléole est une espèce de plantes herbacées vivaces de la famille des Poaceae. On l'appelle aussi "queue de rat" ou herbe (ou foin) de Timothy.

## Description
Les feuilles de la fléole des prés sont d'un vert assez pâle. Les jeunes feuilles sont enroulées dans la gaine puis elles se développent en spirales. La base de la plante est souvent renflée en forme de bulbe.

### Caractéristiques

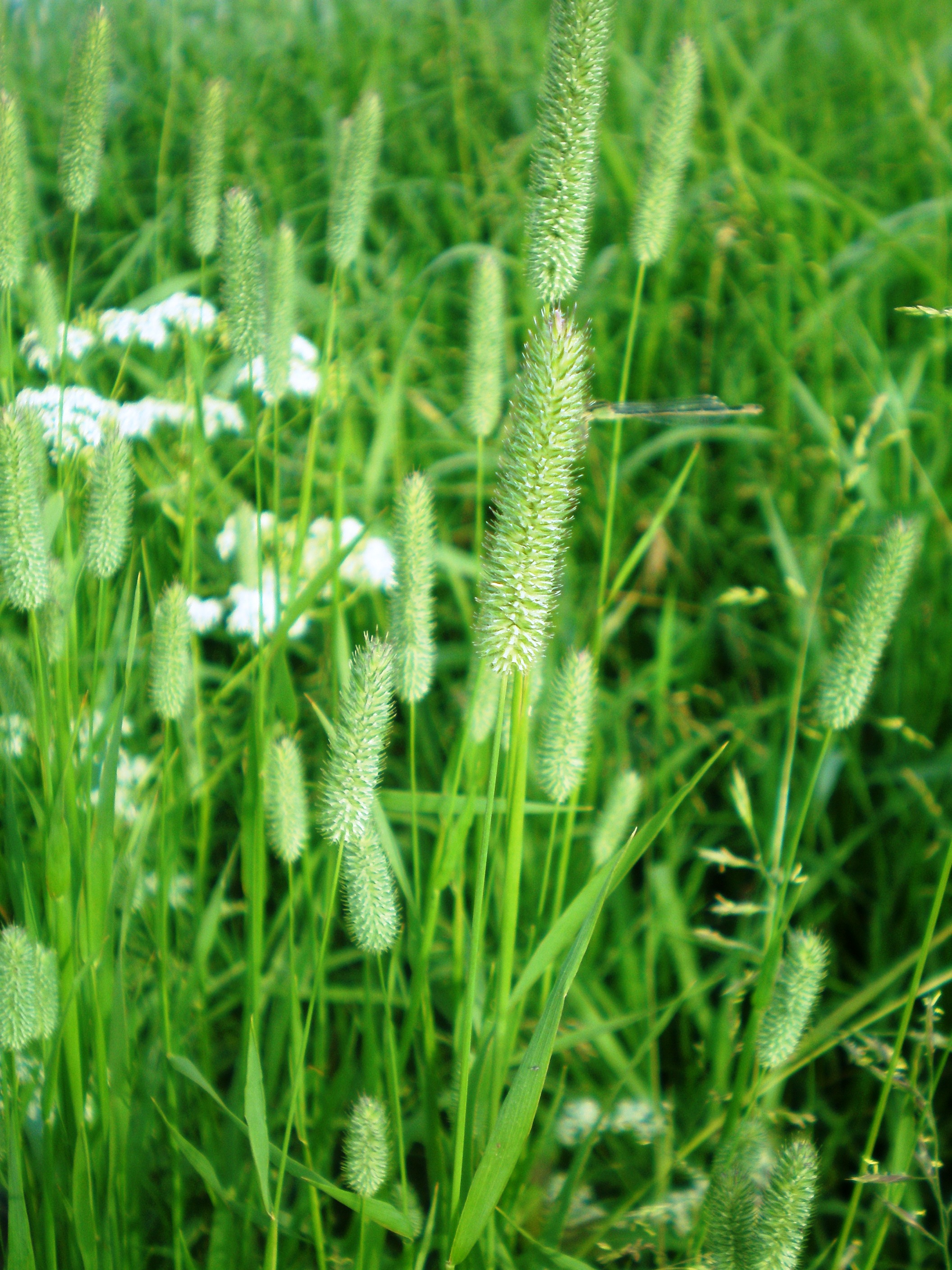
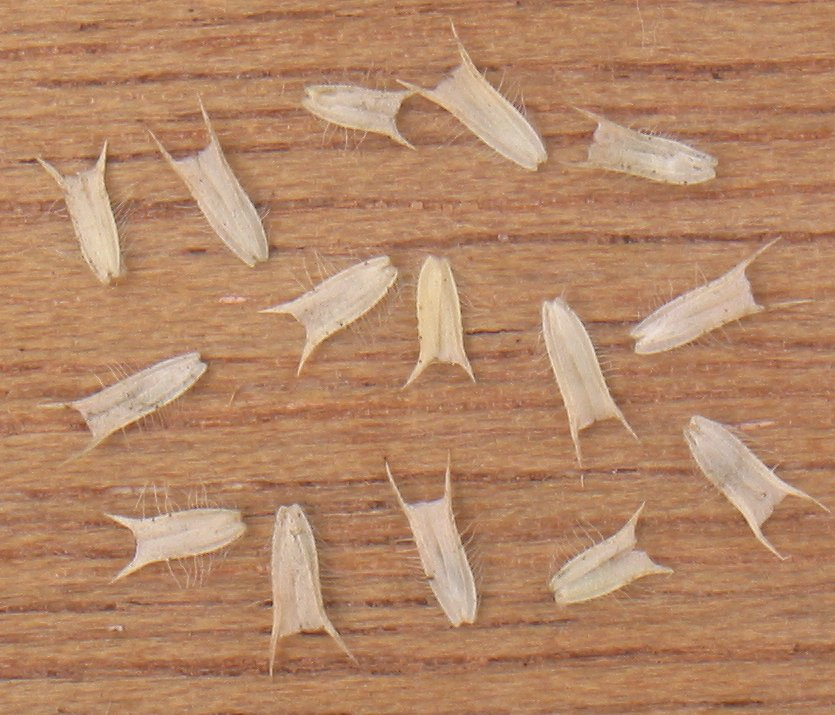
Fruits mûrs

- Organes reproducteurs
  - Couleur dominante des fleurs : vert, bleu
  - Période de floraison : juin-septembre
  - Inflorescence : épi d'épillets
  - Sexualité : hermaphrodite
  - Ordre de maturation : protandre
  - Pollinisation : anémogame
- Graine
  - Fruit : caryopse
  - Dissémination : épizoochore
- Habitat et répartition
  - Habitat type : Pelouses basophiles mésoméditerranéennes, mésohygrophiles; Prairies à fourrages des plaines. Bords des chemins.
  - Aire de répartition : Européen méridional.
  - Les variétés cultivées sont implantées avec succès dans plupart des pays européens, des régions  méditerranéennes aux régions nordiques ainsi qu'en montagne. Elles supportent des sols à pH acide, jusqu'à pH 3,8 et humides, même inondés l'hiver. La fléole des prés résiste très bien au froid et pousse dès que la température est positive[2].

données d'après : Julve, Ph., 1998 ff. - Baseflor. Index botanique, écologique et chorologique de la flore de France. Version : 23 avril 2004.
- Fruits mûrs

## Utilisation
Elle est largement cultivée dans tous les continents comme plante fourragère. Semée seule, en association avec du trèfle blanc ou en mélange avec différentes espèces, elle fournit un fourrage apprécié du bétail. Dans une prairie cultivée, elle a une pérennité de 3 à 6 ans, par contre son implantation est plutôt lente. Son épiaison est tardive, elle procure un fourrage de qualité et elle est bien adaptée aux sols acides et aux zones froides.
Sa productivité est excellente : jusqu'à 8-10 tonnes de matière sèche/ha en une seule coupe en juin. Les éleveurs préfèrent généralement la cultiver en association dans le cadre de prairies de longue durée.
Plus de 130 variétés figurent au catalogue européen des espèces et variétés et 47 variétés au catalogue officiel français.
.
Pauvre en calcium, elle fournit un foin très adapté à l'alimentation des lapins et des rongeurs adultes.

## Allergie au pollen de fléole des prés
Le pollen de la plante peut provoquer des allergies de type rhume des foins chez les personnes sensibles. Pour un risque allergique de 1 à 5, la Fléole des prés est de niveau 5.
Un extrait allergénique standardisé de cette plante est utilisé dans les traitements de désensibilisation au pollen de graminées.